# بریوو
بریوو (به بلغاری: Berievo) یک منطقهٔ مسکونی در بلغارستان است که در سولیوو واقع شده‌است.